# Nemanema simplex
Nemanema simplex är en rundmaskart som beskrevs av Nathan Augustus Cobb 1920. Nemanema simplex ingår i släktet Nemanema och familjen Oxystominidae. Inga underarter finns listade i Catalogue of Life.